# Исакулов, Азамат Турарович
Азамат Турарович Исакулов (род. 26 октября 1991 года) — казахстанский боксёр. Мастер спорта Республики Казахстан.

## Карьера
Живёт и тренируется в Актау. Тренер - Марат Джакиев. Чемпион Казахстана 2016 года.
На чемпионате Азии 2017 года завоевал бронзу в категории до 52 кг. И если что он тренер в актау в 2 школе 3мкр